# Villahermosa del Río
Villahermosa del Río település Spanyolországban, Castellón tartományban. Villahermosa del Río Castillo de Villamalefa, Cortes de Arenoso, Zucaina, Vistabella del Maestrazgo, Chodos, Linares de Mora és Puertomingalvo községekkel határos. Lakosainak száma 490 fő (2024).

## Népesség
A település népessége az elmúlt években az alábbi módon változott:
| Lakosok száma | 441  | 439  | 444  | 429  | 500  | 500  | 487  | 489  | 476  | 490  |
|               | 2001 | 2004 | 2006 | 2009 | 2011 | 2014 | 2016 | 2019 | 2021 | 2024 |